# Сентрейлия (Миссури)
Сентрейлия (англ. Centralia) — город в штате Миссури, США. Население по переписи 2010 года составляло 4027 чел., в 2012 году — 4136 чел. Расположен в округах Бун (бо́льшая часть) и Одрейн.

## География
Сентрейлия имеет координаты 39°12′35″ с. ш. 92°08′11″ з. д.. Площадь города составляет 2,84 кв. мили, или 7,36 км², всё — суша.

## Население
По переписи 2010 года, здесь проживало 4027 чел., существовало 1061 домохозяйство и 1063 семьи. Плотность населения составляла 618 чел./кв. милю, или 238,6 чел./км². В расовом составе населения преобладали белые (96,5 %), афроамериканцы составляли 1 %, индейцы — 0,4 %, азиаты — 0,2 %, 1,3 % относились к двум или более расам одновременно. 1,6 % составляло испаноязычное население.
36 % домохозяйств включали в свой состав совместно проживающих детей в возрасте до 18 лет, в 48,4 % совместно проживали супруги, в 12,7 % — незамужние женщины, в 5,2 % — неженатые мужчины. Средний размере домохозяйства составлял 2,47 человека, а средний размер семьи — 3,01 человек. Средний возраст населения составлял 38 лет.

## История
Сентрейлия была основана в 1857 году. Она была названа так из-за центрального положения на Северо-Миссурийской национальной железной дороге между Сент-Луисом и Оттамуа (штат Айова). Кроме этого, она находится в центре обширных прерий между миссурийскими городками Мексико и Хантсвиллом, а также между Колумбией и Парисом.
27 сентября 1864 года 22 безоружных солдата-северянина, возвращавшихся домой, на станции Сентрейлия были высажены из поезда и убиты рейнджерами — сторонниками Конфедерации. Попытка северян уничтожить конфедератов закончилась провалом, было убито около 150 солдат-юнионистов, многие из них перед смертью подвергнуты пыткам, их тела изувечены и смешаны с гниющими останками скота. Этот инцидент получил известность как Резня в Сентрейлии.